# Hugo (chương trình truyền hình)
Hugo (tiếng Đan Mạch: Skærmtrolden Hugo, thường được gọi là "Hugo the Troll" trong tiếng Anh) là chương trình truyền hình tương tác dành cho trẻ em do Interactive Television Entertainment (ITE) sản xuất. Kể từ khi ra mắt lần đầu trên TV2 vào năm 1990, trò chơi truyền hình trực tiếp nổi tiếng này đã được phát sóng ở hơn 40 quốc gia. Khán giả của chương trình sử dụng điện thoại của họ để điều khiển nhân vật chính là một "quỷ lùn" nhỏ đầy thiện cảm tên là Hugo, trong nhiều tình huống trò chơi điện tử đơn giản khác nhau để giúp anh dũng cảm vượt qua nhiều nguy hiểm khác nhau. Thông thường, mục tiêu của trò chơi là tiếp cận và đánh bại một mụ phù thủy độc ác Scylla và giải cứu gia đình  của Hugo, sau đó người chơi sẽ được thưởng dựa trên thành tích của họ. Chương trình đã được chuyển thể thành nhiều bản phát hành trò chơi điện tử và nhiều loại hàng hóa cũng như phương tiện truyền thông khác trong một nhượng quyền thương mại hàng hóa và phương tiện truyền thông mở rộng.

## Chương trình
Hugo  được sáng tạo bởi SilverRock Productions (Đan Mạch), sau này được gọi là ITE từ năm 1992, ban đầu được sản xuất cho Nordisk Film.  Nó được phát sóng lần đầu tiên trên kênh truyền hình Đan Mạch TV2 như một phần của chương trình Eleva2ren vào tháng 9 năm 1990, sau thành công của chương trình trước đó của OsWALD. Chương trình có một trò chơi điện tử được thí sinh chơi từ xa qua kết nối điện thoại. Người chơi được chọn ngẫu nhiên trong số những người gọi sẽ có nhiệm vụ điều khiển nhân vật chính trên màn hình TV bằng cách nhấn các phím số trên điện thoại (1, 2, 3). hay 2, 4, 6) biểu thị cho các hành động khác nhau của nhân vật hoặc các tùy chọn cốt truyện. Chương trình nhắm đến đối tượng trẻ em từ 4 đến 14 tuổi. Độ tuổi mục tiêu được trình bày thay thế là 2 đến 12 và khác nhau tùy thuộc vào quốc gia trong nội dung được cấp phép, ví dụ 6 đến 16 ở Bồ Đào Nha và 6 đến 14 ở Việt Nam, với một số phiên bản dành cho gia đình (chơi theo nhóm) hoặc thậm chí là phiên bản dành cho người lớn. Chương trình gốc Skærmtrolden Hugo ("Hugo the Screen Troll") đã thành công ngay lập tức đạt được tỷ suất người xem truyền hình trung bình cực kỳ cao là 42% và được phát sóng liên tục trên TV2 trong 5 năm. Kể từ đó, Hugo đã được cấp giấy phép cho hơn 40 (43 vào năm 2007) các chương trình truyền hình trên khắp thế giới, bắt đầu với phiên bản tiếng Tây Ban Nha và tiếng Pháp năm 1992. Nhiều khán giả quốc tế tin rằng chương trình này có nguồn gốc từ đất nước của họ, vì Hugo chỉ nói tiếng Đan Mạch trong phiên bản gốc của Đan Mạch. Thành công của chương trình trên toàn thế giới cũng truyền cảm hứng cho một số chương trình tương tự khác trong những năm 1990, chẳng hạn như Games World (Anh/Đức 1993-1998), Pizza Rollo (Pháp 1994-1995), Joe Razz (Thụy Điển 1994), Game Over (Phần Lan 1994-1997), Galilei the Dog (Phần Lan 1996-1997), Maxihra (Slovakia 1997-2000) và Throut & Neck (Đan Mạch/Brazil 1997-1999).

### Cốt truyện, lối chơi và luật chơi
Mùa đầu tiên của chương trình, chiếu trên truyền hình Đan Mạch trong một năm, chỉ có nhân vật hoạt hình chính được đặt trong một thế giới hoạt hình máy tính. Nhân vật chính - Hugo là một quỷ lùn thân thiện và nhỏ bé nhưng dũng cảm và tháo vát, vui vẻ, quỷ lùn Scandinavia 220 tuổi (vẫn còn là một độ tuổi trẻ đối với một quỷ lùn), người sẽ điều hướng mê cung trong một mỏ vàng cũ đầy nguy hiểm để tìm kiếm kho báu ẩn giấu, chuyển động của anh được người chơi điều khiển thông qua một chiếc điện thoại bấm nút. Mùa đầu tiên giới thiệu cách Hugo trong trò chơi thường giao tiếp với người chơi để nhận xét về tiến trình của trò chơi (ngoài phần bình luận của những người dẫn chương trình trực tiếp đang quan sát trong trường quay), cũng như giới thiệu nhiều loại hoạt hình cắt cảnh khác bao gồm những hình ảnh động hài hước về một tai nạn bất ngờ. Trong mùa tiếp theo, chương trình đã được mở rộng đáng kể cho những cuộc phiêu lưu mới theo yêu cầu của Nordisk Film, yêu cầu có thêm nhân vật, nữa là người vợ yêu quý 215 tuổi của Hugo là Hugolina (Hugoline) và ba đứa con của họ: Rit (TrolleRit), Rat (TrolleRat) và Rut (TrolleRut, Ruth ở một số quốc gia), ở độ tuổi từ 20 (trẻ mới biết đi) đến 50 (đứa trẻ nhỏ). Ngoài ra còn có thêm kẻ thù không đội trời chung của Hugo, mụ phù thủy cổ đại xinh đẹp nhưng đáng ghét và độc ác được biết đến nhiều nhất trên toàn thế giới với cái tên Scylla, nhưng ban đầu được đặt tên là Afskylia ở Đan Mạch (với một số tên thay thế trong các phiên bản tiếng nước ngoài, chẳng hạn như Hexana trong tiếng Đức, Maldicia trong tiếng Tây Ban Nha), Maldiva bằng tiếng Bồ Đào Nha, Mordana bằng tiếng Croatia, tiếng Bosnia và tiếng Slovenia, Skylla bằng tiếng Thụy Điển, Tarastella bằng tiếng Phần Lan, Cadı Sila bằng tiếng Thổ Nhĩ Kỳ và Simla bằng tiếng Việt). Mối đe dọa khủng khiếp của vương quốc Trollwood (nơi cô bị một phù thủy gài bẫy từ rất lâu trước đây) và hơn thế nữa, cô liên tục bắt cóc gia đình Hugo để anh cố gắng giải cứu họ và đánh bại cô. Các phiên bản sau dần dần mở rộng khái niệm này để liên quan đến nhiều nhân vật tốt (bạn của Hugo) và ác nhân (tay sai của Scylla) nói chuyện và động vật hình người hoặc động vật thông thường. Scylla vẫn là nhân vật con người duy nhất trong trò chơi (không tính người thợ mỏ cũ của kịch bản gốc) gặp trong bối cảnh lớn của trò chơi về Đan Mạch thời hiện đại. Tuy nhiên, nhiều nhân vật con người sau đó đã xuất hiện trong những năm 2000, Agent Hugo - loạt trò chơi khởi động lại lấy bối cảnh ở một thế giới công nghệ cao thay thế.
Nội dung tiêu chuẩn quen thuộc trên toàn cầu của các chương trình Hugo và các quy tắc cơ bản tiếp theo đã được thiết lập vào năm 1991 bởi mùa thứ hai được mở rộng rất nhiều của chương trình gốc Đan Mạch, kể về cuộc hành trình của Hugo tìm kiếm gia đình và phù thủy.  Mục tiêu của cuộc thi là điều khiển Hugo trên màn hình thông qua một loạt tình huống trò chơi nhất định, mỗi tình huống được tạo thành từ hai chiều (cuộn sang bên) hoặc giả ba chiều (nhìn từ phía sau Hugo) cấp độ đại diện cho một cuộc phiêu lưu khác, để tiếp cận gia đình anh đang bị giam giữ trong hang ổ đầu lâu của Scylla trước khi hết ba mạng sống. Hugo sẽ liên tục di chuyển bằng nhiều phương tiện khác nhau (ví dụ: cưỡi ván trượt tuyết xuống núi hoặc trượt ván trên nửa ống như máng cối xay nước khô hoặc lái máy bay hai tầng cánh qua cơn giông bão) trong khi tránh chướng ngại vật cản đường và sống sót sau các loại phù thủy, bẫy và phép thuật ma thuật độc ác của cô. Thông thường, người chơi phải phản ứng với phong cách Dragon's Lair, mặc dù lặp lại nhiều hơn nhưng ít kịch bản hơn, sự kiện thời gian nhanh yêu cầu người gọi nhấn đúng nút đúng lúc.  Việc không tránh được bất kỳ nguy hiểm nào đã khiến một trong những Hugo bị tai nạn giao thông. Trạng thái trò chơi kết thúc có thể được kích hoạt thêm do hết thời gian (thường được thể hiện bằng một loại nguy hiểm chết người nào đó liên tục đuổi theo Hugo, chẳng hạn như tuyết lở hoặc lũ lụt, hoặc bởi lượng nhiên liệu hoặc oxy còn lại của anh) hoặc bằng cách nhập sai chuỗi câu đố giống như mật khẩu ở cuối một số cấp độ (cấp độ sau yêu cầu người chơi trước tiên phải khám phá và ghi nhớ lời giải, được trình bày dưới dạng một bộ ba ký hiệu cụ thể được ngẫu nhiên hóa cho mỗi phiên, sau đó nhập nó một cách chính xác). Thất bại trong bất kỳ trường hợp nào như vậy sẽ khiến trò chơi kết thúc ngay lập tức, bất kể có bao nhiêu mạng sống còn lại được dự trữ. Một số tình huống còn yêu cầu người chơi sử dụng bản đồ theo cấp độ (đồng thời tiếp tục đếm ngược thời gian trong khi kiểm tra nó) vì Hugo sẽ phải tiếp tục lựa chọn chính xác giữa các con đường xen kẽ, trong đó việc chọn sai cuối cùng sẽ khiến Hugo đi vào đường cụt. Trong khi tiến tới một trong những nơi ẩn náu của phù thủy, người chơi có cơ hội thu thập kho báu rải rác (ban đầu chủ yếu là các thỏi và túi vàng) để tăng điểm trò chơi của họ.
Trong suốt quá trình chơi, Hugo thường đưa ra nhiều thông điệp trực tiếp cho người chơi trong các đoạn cắt cảnh, khuyến khích họ bằng những câu cửa miệng có vần điệu khi phá vỡ bức tường thứ tư. Mất bất kỳ mạng sống nào cũng sẽ phát một đoạn cắt cảnh có liên quan cho thấy Hugo bị tai nạn giao thông hoặc bị dừng lại theo cách hoạt hình, thường thốt ra những câu mỉa mai để bình luận về điều này.  Trong khi đó, Scylla quan sát Hugo qua quả cầu ma thuật của mình, sẽ cười lớn trước những lỗi nhỏ của người chơi (chẳng hạn như nhặt túi đá làm giảm điểm của trò chơi) và thỉnh thoảng phản ứng với sự tiến bộ của Hugo trong các đoạn cắt cảnh của chính cô. Hình ảnh tiêu biểu nhất trong số những cảnh như vậy liên quan đến ảo ảnh Hugo gõ vào màn hình TV từ bên trong khi anh ta ở mạng sống cuối cùng và một hình ảnh động tương tự về cảnh Scylla dùng móng tay cào vào màn hình trước khi chế nhạo người chơi về việc Hugo vô vọng trước cô. Trong khi đó, những người dẫn chương trình truyền hình cũng cổ vũ những người gọi, cũng như khán giả trực tiếp nếu có mặt. Sau khi kết thúc trò chơi chính bằng thắng hoặc thua (chỉ thắng ở một số phiên bản), số điểm điểm sẽ xác định giá trị giải thưởng trong thế giới thực sẽ được trao cho người chơi, được tính tùy thuộc vào số lượng vàng và các thứ khác những vật có giá trị được thu thập trên đường đi, nếu mạng sống bị mất sẽ ảnh hưởng tiêu cực đến điểm số. Những giải thưởng như vậy rất đa dạng trong các chương trình khác nhau trên khắp thế giới. (Ví dụ ở Ba Lan, ngay cả những vật phẩm giải thưởng cũng có giá trị.) Thông thường, một số người sẽ tham gia với tư cách là người chơi trong nửa giờ phát sóng thông thường. Trò chơi đôi khi có thể trở nên khó chơi hơn nhiều do vấn đề về độ trễ đầu vào.
Một phần thưởng lớn tiềm năng đang chờ đợi những người kết thúc thành công (các) kịch bản nhất định, trong cảnh cuối cùng mang tính biểu tượng, trong đó Hugo đã đến đích và giờ đang đối mặt với Scylla. Cô sẽ đưa cho Hugo một bộ dây treo bên cạnh gia đình bị bắt cóc của anh đang quan sát từ lồng của họ, và bây giờ người chơi phải chọn giữa ba hoặc bốn lựa chọn, trong đó may mắn tuyệt đối sẽ quyết định cả liệu gia đình quỷ lùn có thể được giải cứu hay không và số phận của mụ phù thủy. Tùy thuộc vào sợi dây nào được kéo, Hugo có thể vừa giải phóng gia đình mình vừa đánh bại Scylla một cách dứt khoát (người sẽ bị trói một cách kỳ diệu và thoát khỏi sự trợ giúp của thiết bị phóng lò xo trong kết quả tốt nhất là chiến thắng trong trò chơi). Cuối cùng thì chiến thắng thuộc về Scylla (bắt Hugo và xử lý anh theo cách tương tự trong một trò chơi thay thế trong trạng thái thua cuộc) hoặc gia đình sẽ được giải thoát nhưng với Scylla sẽ bỏ trốn (biến mình thành một con đại bàng để trốn thoát an toàn trong niềm hạnh phúc kinh điển), một số phiên bản khác còn khiến mụ phù thủy mất đi tuổi trẻ và sắc đẹp và trở thành một cụ bà gù lưng gớm ghiếc. Theo đó, điểm số được nhân đôi (gấp ba ở một số phiên bản), giảm một nửa (xóa hoàn toàn ở một số phiên bản) hoặc giữ nguyên ở trạng thái hiện tại (tăng gấp đôi ở một số phiên bản). Trong những năm tiếp theo, không chỉ nhiều kịch bản mới mà cả những cảnh kết thúc thay thế cũng đã được thêm vào chương trình (và cả loạt phim chuyển thể từ trò chơi điện tử của nó), một trong số chúng không còn dựa trên cơ hội nữa và liên quan đến việc Hugo phải ăn trộm chìa khóa căn phòng chứa kho báu của Scylla trong khi tránh được bùa chú tia sét của cô.
Format chương trình mới mang tên Hugo: Jungle Island (Hugo Vulkanøen) công chiếu ở Đan Mạch vào tháng 1 năm 1999, thay thế nội dung của tất cả các chương trình Hugo kể từ thời điểm đó (thường vẫn là Hugo, với phụ đề Jungle Island được giới hạn ở các chuyển thể trò chơi điện tử của nó). Bối cảnh của nó thay đổi từ những khu rừng ma thuật quen thuộc ở Bắc Âu thành một hòn đảo xa xôi và kỳ lạ ở đâu đó dọc theo bờ biển Peru, nơi Scylla đã chuyển đến sau khi một lần nữa bắt cóc gia đình Hugo và xây dựng một ngôi nhà mới cho chính mình trên đỉnh một ngọn núi lửa nằm ở vùng biển Peru - trung tâm của hòn đảo. Những con đường khác nhau dẫn đến đó luôn đầy rẫy cạm bẫy, và giờ đây cũng có những tên cướp biển trung thành với phù thủy và tràn ngập những con khỉ ngu ngốc và xấu tính mà bà ta cử đi truy lùng Hugo. Nó có các kịch bản chính và cảnh kết thúc hoàn toàn khác nhau, với kim cương thay thế vàng làm vật phẩm ghi điểm, cũng như giới thiệu một số nhân vật chính mới như tay sai chính tận tụy của Scylla, Don Croco và những người trợ giúp và hướng dẫn động vật biết nói địa phương của Hugo, Fernando và Jean Paul. Như trước đây, trò chơi kết thúc với cuộc đối đầu cuối cùng dựa trên cơ hội với Scylla, có hai phiên bản khác nhau (chọn đúng loại thuốc tiên ma thuật hoặc kéo đúng cần gạt), nhưng cả hai lần này chỉ có hai kết quả có thể xảy ra: Hugo sẽ hoặc thất bại hoàn toàn nếu không anh ta sẽ lén lút giải thoát gia đình mình và bắt giữ mụ phù thủy mà không đạt được kết quả gì.  Một kịch bản Đảo rừng cụ thể, lấy bối cảnh bên trong thế giới gương ma thuật kỳ lạ của Scylla từ trò chơi điện tử năm 2002 - Hugo: The Evil Mirror, đã được phát sóng ở một số quốc gia chọn lọc như Ba Lan.

### Sản xuất
Hugo  được sáng tạo bởi nhà làm phim hoạt hình Niels Krogh Mortensen sau khi người sáng lập ITE Ivan Sølvason ủy quyền cho ông thiết kế một trò chơi mới do Pekka Kossila sản xuất để Eleva2ren thay thế OsWALD trước đó của họ. Nhân vật quỷ lùn ban đầu được miêu tả bởi Michael Brockdorf, người đã phát triển giọng nói khi phục vụ trong Quân đội Đan Mạch. Kể từ đó, một số người khác đã đảm nhận vai trò lồng tiếng cho nhân vật, bao gồm Amin Jensen và Torben Simonsen. Hugolina ban đầu được lồng tiếng bởi Louise Engell, em gái của Thomas Engell, người sáng tác nhạc giao hưởng của chương trình và hiệu ứng âm thanh 18-bit của nó. Mẹ của họ, Winnie Engell là người lồng tiếng ban đầu cho nhân vật phản diện Scylla, có thiết kế hình ảnh được mô phỏng theo Vivi Feltman, dì của nhà sản xuất Hugo Sølvason.  Đồ họa pixel ban đầu của trò chơi được tạo ra bởi Mortensen với sự hỗ trợ của anh trai Lars bằng Deluxe Paint. Công ty mở rộng sẽ tiếp tục phát triển lối chơi và nội dung cơ bản của chương trình, cũng như phần cứng máy tính để chạy chương trình trong hơn thập kỷ. Tuy nhiên, phần nội dung còn lại của mỗi chương trình được cấp phép đều được các công ty khác nhau ở quốc gia của họ sản xuất tại địa phương, được họ điều chỉnh cho phù hợp với khán giả địa phương. Vì Hugo và các nhân vật khác chỉ nói tiếng Đan Mạch ở Đan Mạch nên khán giả ngoài nước thường tin rằng các chương trình bản địa hóa của họ là những phát minh của địa phương.

### Công nghệ
Đối với Hugo và các dự án chương trình truyền hình liên quan, ITE đã tạo ra hệ thống máy tính được thiết kế riêng có tên ITE 3000, có thể chuyển đổi bất kỳ điện thoại nút bấm nào từ tín hiệu đa tần âm kép (DTMF - dual-tone multi-frequency signaling) thành các lệnh điều khiển cho nhân vật trong trò chơi, cho phép người gọi tương tác từ xa với hành động trên TV từ nhà của họ trong quá trình phát sóng trực tiếp. Điều này phức tạp và khó sử dụng, hệ thống dựa trên hai máy tính Amiga 3000 kết hợp với hệ thống điều khiển âm thanh mới, bộ lấy mẫu MIDI và phần cứng khác, tất cả đều có giá 100.000 USD. Các phiên bản đặc biệt phải được sửa đổi để phù hợp với hệ thống điện thoại ở một số quốc gia như Tây Ban Nha. ITE 3000 sau đó được thay thế bằng ITE 4000 dựa trên PC, sử dụng Hệ thống mặt nạ hoạt hình chụp chuyển động thời gian thực (AMS - Animation Mask System). Hệ thống mới được phát minh bởi Bjarne Sølvason (cha của Ivan) và có thể chuyển bộ phận, đầu, chuyển động của mắt và nét mặt của diễn viên sang nhân vật Hugo trên màn ảnh. Nam diễn viên lồng tiếng cho Hugo đội một chiếc mũ bảo hiểm có chứa các cảm biến có thể ghi lại nét mặt của anh và chuyển chúng sang nhân vật, tuy nhiên, tất cả chuyển động cơ thể của nhân vật đều đã được kết xuất trước. Năm 1996, ITE đã tạo ra một hệ thống đồ họa 3D cho Hugo bằng cách sử dụng Silicon Graphics' Onyx Reality Engine. Một công nghệ mới dành cho hoạt hình 3D thời gian thực của Hugo đã được ra mắt vào năm 2005, nhưng chỉ nhằm mục đích xuất khẩu, đặc biệt là sang các nước châu Á.

## Danh sách chương trình
| Quốc gia                          | Ngày                                        | Kênh trình chiếu             | Giờ phát sóng                          |
| --------------------------------- | ------------------------------------------- | ---------------------------- | -------------------------------------- |
| Đan Mạch (I)                      | 7 tháng 9 năm 1990 – tháng 5 năm 1995       | TV2                          | Thứ sáu                                |
| Tây Ban Nha                       | 29 tháng 6 năm 1992 – tháng 6 năm 1994      | Tele5                        | Thứ hai-Thứ sáu                        |
| Pháp                              | 7 tháng 9 năm 1992 – tháng 8 năm 1994       | France3                      | Thứ hai–Thứ bảy (mùa 1) Thứ tư (mùa 2) |
| Thổ Nhĩ Kỳ (I)                    | Tháng 3 năm 1993 – tháng 10 năm 1996        | Kanal 6                      | Thứ hai–Thứ sáu                        |
| Thụy Điển (I)                     | Tháng 3 năm 1993 – tháng 12 năm 1993        | Sverige 1                    | Thứ hai–Thứ sáu                        |
| Phần Lan                          | 17 tháng 3 năm 1993 – 12 tháng 12 năm 1995  | TV2                          | Thứ ba/Thứ năm                         |
| Hoa Kỳ (I)                        | Tháng 5 năm 1993 – tháng 4 năm 1994         | Telemundo                    |                                        |
| Na Uy                             | Tháng 6 năm 1993 – tháng 5 năm 1995         | TV2                          | Thứ sáu                                |
| México                            | 15 tháng 10 năm 1993 – 30 tháng 4 năm 2009  | Canal 5                      | Thứ hai-Thứ sáu                        |
| Israel                            | Tháng 7 năm 1994 – tháng 8 năm 1997         | Arutz HaYeladim              |                                        |
| Vương quốc Anh (I)                | 14 tháng 1 năm 1994 – tháng 1 năm 1995      | ITV                          | Thứ bảy                                |
| Đức (I)                           | 17 tháng 4 năm 1994 – tháng 12 năm 1996     | Der Kabelkanal / Kabel-1     | Thứ hai–Thứ bảy                        |
| Áo (I) · Thụy Sĩ (I)              | Tháng 12 năm 1994 – tháng 12 năm 1996       | Kabel-1                      | Thứ hai–Thứ bảy                        |
| Hoa Kỳ (II)                       | 15 tháng 1 năm 1995 – ?                     | Telemundo Puerto Rico        |                                        |
| Vương quốc Anh (II)               | Tháng 1 năm 1995 – tháng 10 năm 1995        | ITV                          | Thứ bảy                                |
| Slovenia                          | Tháng 1 năm 1995 – Tháng 12 năm 1997        | TV Slovenija                 | Thứ bảy/Chủ nhật                       |
| Chile                             | 12 tháng 6 năm 1995 – tháng 12 năm 1997     | Televisión Nacional de Chile | Thứ hai–Thứ sáu                        |
| Brasil                            | 30 tháng 10 năm 1995 - 23 tháng 10 năm 1998 | CNT Gazeta                   | Thứ hai-Thứ sáu                        |
| Trung Quốc (I)                    | Tháng 2 năm 1996 – ?                        |                              |                                        |
| Thái Lan                          | 1 tháng 3 năm 1996 – tháng 5 năm 1998       | Channel 7, TV 5              | Thứ hai–Thứ sáu                        |
| Croatia                           | 1 tháng 1 năm 1995 – 15 tháng 6 năm 2004    | HRT                          | Thứ hai–Thứ sáu                        |
| Argentina                         | 4 tháng 11 năm 1996 – 31 tháng 12 năm 2005  | Magic Kids                   | Thứ hai–Thứ sáu                        |
| Ireland (I)                       | tháng 11 năm 1996 - tháng 11 năm 1997       | TnG/TG4                      | Thứ bảy                                |
| Áo (II) · Đức (II) · Thụy Sĩ (II) | 18 tháng 12 năm 1996 – 13 tháng 12 năm 1997 | Kabel-1                      | Thứ bảy                                |
| Thụy Điển (II)                    | 21 tháng 8 năm 1995 – tháng 12 năm 1998     | TV4                          | Thứ hai–Thứ sáu                        |
| Đan Mạch (II)                     | Tháng 2 năm 1997 – tháng 5 năm 1997         | TV2                          | Thứ sáu                                |
| Bồ Đào Nha (I)                    | Tháng 11 năm 1997 – tháng 6 năm 2000        | RTP1, RTP2                   | Thứ bảy/Chủ nhật, Thứ hai–Thứ sáu      |
| Nga (I)                           | 31 tháng 12 năm 1997 – 30 tháng 10 năm 1998 | RTR2                         | Thứ bảy/Chủ nhật                       |
| Ireland (II)                      | 1998 – ?                                    | TG4                          | Thứ hai–Chủ nhật                       |
| Thụy Sĩ (III)                     | Tháng 1 năm 1998 – tháng 7 năm 1998         | SF/DSR                       |                                        |
| Đức (III)                         | Tháng 5 1998 – 5 tháng 6 năm 1998           | Nickelodeon                  | Thứ hai–Thứ sáu                        |
| Colombia                          | Tháng 2 năm 1999 – 31 tháng 1 năm 2001      | Canal Capital                | Thứ hai–Thứ sáu                        |
| Đan Mạch (III)                    | Tháng 2 năm 1999 – tháng 12 năm 2000        | TV2                          | Thứ hai–Thứ sáu                        |
| Áo (III)                          | Tháng 3 năm 1999 – ?                        | ORT                          |                                        |
| Nga (II)                          | 18 tháng 6 năm 1999 – 25 tháng 8 năm 1999   | RTR2                         | Thứ hai–Thứ sáu                        |
| Singapore                         | 13 tháng 1 năm 2000 – 9 tháng 4 năm 2000    | Vasantham Central            |                                        |
| Serbia                            | 28 tháng 2 năm 2000 – 5 tháng 3 năm 2004    | BK TV                        | Thứ hai–Thứ sáu                        |
| Malaysia                          | Tháng 5 năm 2000 – tháng 4 năm 2001         | ntv7                         | Thứ bảy/Chủ nhật                       |
| Ba Lan                            | 3 tháng 9 năm 2000 – 28 tháng 2 năm 2009    | Polsat                       | Chủ nhật, Thứ bảy                      |
| Singapore (II)                    | Tháng 12 năm 2002 – tháng 1 năm 2003        | TV12                         |                                        |
| Đan Mạch (IV)                     | Tháng 1 năm 2001 – 31 tháng 12 năm 2002     | TV2                          | Thứ hai–Thứ sáu                        |
| Ả Rập Xê Út                       | Tháng 1 năm 2001 – tháng 12 năm 2003        | ART                          | Thứ hai–Thứ bảy                        |
| Bồ Đào Nha (II)                   | Tháng 4 năm 2001 – tháng 7 năm 2001         | RTP2                         | Thứ hai–Thứ sáu                        |
| Thổ Nhĩ Kỳ (II)                   | Tháng 5 năm 2001 – 30 tháng 9 năm 2002      | Show TV                      | Thứ hai–Thứ bảy                        |
| Venezuela (I)                     | Tháng 11 năm 2001 – Tháng 6 năm 2002        | Venevision                   | Thứ hai–Thứ sáu                        |
| Bosnia và Herzegovina             | 27 tháng 3 năm 2002 – 19 tháng 9 năm 2008   | Federalna TV                 | Thứ hai–Thứ sáu                        |
| Đan Mạch (V)                      | Tháng 6 năm 2003 – tháng 12 năm 2004        | TV2                          | Thứ hai–Chủ nhật                       |
| Bermuda                           | Tháng 6 năm 2003 – 2006                     | Fresh TV                     |                                        |
| Thổ Nhĩ Kỳ (III)                  | Tháng 11 năm 2003 – tháng 10 năm 2004       | Cine5                        | Thứ hai–Thứ bảy                        |
| Việt Nam (I)                      | 17 tháng 5 năm 2004 – 30 tháng 6 năm 2006   | Hanoi TV HTV7                | Thứ hai/Thứ tư/Thứ sáu/Chủ nhật        |
| Trung Quốc (II)                   | Tháng 7 năm 2004 – ?                        | Guangdong TV                 | Thứ hai–Chủ nhật                       |
| Thổ Nhĩ Kỳ (IV)                   | Tháng 9 năm 2004 – tháng 6 năm 2005         | ATV                          | Thứ hai–Thứ bảy                        |
| Venezuela (II)                    | Tháng 3 năm 2005 – Tháng 2 năm 2006         | Venevision                   | Thứ hai–Thứ sáu                        |
| Romania                           | Tháng 10 năm 2005 – tháng 12 năm 2007       | Prima TV                     | Thứ sáu–Chủ nhật                       |
| Việt Nam (II)                     | 2006 – 2008                                 | Hanoi TV                     | Tối Thứ tư/chiều Chủ nhật              |
| Trung Quốc (III)                  | 26 tháng 1 năm 2006 –                       | Hubei Province TV            | Mỗi tuần một lần                       |
| Argentina (II)                    | Tháng 10 năm 2016 –                         | Magic Kids (kênh YouTube)    |                                        |

## Phiên bản địa phương theo quốc gia
Hugo chưa bao giờ được phát sóng ở Nam Phi vì đài truyền hình địa phương tham gia đàm phán cấp phép đã yêu cầu ITE loại bỏ sừng trong tất cả hoạt hình của tất cả các trò chơi, vì những khán giả mê tín của họ tin rằng Hugo sẽ xuất hiện như một con quỷ theo tín ngưỡng địa phương. Sừng của Hugo cũng gây ra vấn đề ở Trung Đông.

### Argentina
A Jugar Con Hugo của Argentina được chiếu trên Magic Kids và đẫn dắt bởi người dẫn chương trình nổi tiếng Gabriela "Gaby" Royfe, đã lên sóng bảy mùa (343 tập), giành được Giải thưởng Martín Fierro cho "Chương trình dành cho trẻ em hay nhất" năm 2003. Chương trình được sản xuất bởi Promofilm, và dàn diễn viên của chương trình bao gồm Carlos Burgos (kịch bản cổ điển), César Ledesma (1999 - tháng 4 năm 2002) và Cristian Bello (cho đến cuối chương trình) lồng tiếng Hugo, và Roxana Pulido lồng tiếng cả Hugolina và Scylla. Một tạp chí giấy cũng đã được xuất bản cho chương trình. Năm 2016, Gaby Royfe trở lại dẫn chương trình một lần nữa, lần này sử dụng Internet và ứng dụng di động thay vì tivi và điện thoại cố định ban đầu. Sự kiện kỷ niệm 30 năm này có sự tham dự trực tiếp của 1.600 khán giả và được nửa triệu người theo dõi trên truyền hình. Sau đó, cô sẽ dẫn chương trình tái hiện Hugo tại các sự kiện khác. Định dạng Hugo cũng được sao chép trong trò chơi truyền hình Kito Pizzas của Magic Kids vào đầu những năm 2000.

### Bosnia và Herzegovina
Ở Bosnia và Herzegovina, Hugo được phát sóng từ năm 1995 đến năm 2004 trên đài công cộng kênh liên bang quốc gia, nơi chương trình được dẫn dắt bởi Emela Burdžović, Mario Drmać và Elvir Hadžijamaković. Dàn diễn viên lồng tiếng bao gồm Mirela Lambić lồng tiếng Hugolina.

### Brasil
Chương trình Hugo của Brasil (sau này là Hugo Game), được phát sóng trên CNT Gazeta, đạt đỉnh 500% so với mức xếp hạng dự kiến, với kỷ lục 1,8 triệu người gọi trong một ngày, dẫn đến hỏa hoạn do quá tải tại hai tổng đài điện thoại. Chương trình do Herbert Richards đạo diễn và Mateus Petinatti và Vanessa Vholker chủ trì, những người sau này được thay thế bởi Andréa Pujol và Rodrigo Brassoloto. Thay vì quỷ lùn, phiên bản đồng quê của nhân vật Hugo được thể hiện dưới dạng yêu tinh. Lúc đầu, Hugo được thể hiện trong trường quay bởi một con rối hoạt hình, sau đó chỉ xuất hiện trên màn ảnh trường quay và được lồng tiếng bởi Orlando Viggiani.

### Chile
Hugo  thành công ở Chile, nơi chương trình nhanh chóng được kéo dài từ phân đoạn 15 phút lên 30 phút vào nửa cuối năm 1995, trước khi nhận được khung thời gian một giờ hàng ngày trên Televisión Nacional de Chile (TVN) với tên La  Hora de Hugo ("Giờ Hugo"). Những người chiến thắng trong các tập phát sóng hàng ngày sẽ gặp nhau trong đêm chung kết cuối tuần, và nhà báo tên là Hugomovil ('Hugomobile') đã đi khắp Santiago để phỏng vấn những người tham gia chương trình. Chương trình ban đầu được dẫn dắt bởi Ivette Vergara cho đến khi cô mang thai và sau đó là Andrea Molina, với Sandro Larenas lồng tiếng Hugo và bài hát chủ đề mở đầu do Willy Sabor (Guillermo Andres Gonzalez Bravo) trình bày.  Một định dạng tương tự đã được sử dụng trong chương trình trò chơi điện tử Sega Action.

### Trung Quốc
Tại Trung Quốc, Hugo được biết đến như một "quỷ lùn châu Âu" và những người tham gia chơi trò chơi trong trường quay. Chương trình không thể được phát sóng trực tiếp và do đó cũng không thể phát từ xa, vì chính quyền yêu cầu độ trễ ít nhất 30 giây để cắt nguồn cấp dữ liệu trong trường hợp có ai nói bất cứ điều gì tiêu cực về chính phủ.

### Croatia
Ở Croatia, chương trình lên sóng trong 8 năm từ 1996 đến 2004 trên đài công cộng Croatian Radiotelevision (HRT). Phiên bản Hugo của Croatia rất nổi tiếng, đặc biệt là vào cuối những năm 1990 vào thời điểm có lượng người xem trung bình là 800.000. Chương trình được giới thiệu bởi Boris Mirković, Ivana Plechinger và Kristijan Ugrina, với Hugo do Ivo Rogulja lồng tiếng. Phần đặc biệt mang tính biểu tượng của chương trình là lời chế nhạo của Mordana (Scylla): "Tiếp tục, chọn một số, bạn chắc chắn sẽ thất bại!".

### Phần Lan
Hugo phiên bản Phần Lan được giới thiệu bởi nhà báo chuyển sang sản xuất trò chơi Jussi-Pekka Kossila sau khi ông xem nó ở Đan Mạch vào năm 1992, hai chương trình  Hugo  khác nhau dài 30 phút được phát sóng cùng lúc bởi Yle TV2, một dành cho người lớn và một dành cho trẻ em, đạt được 18% thị phần vào năm 1996. Các chương trình ban đầu được giới thiệu bởi Taru Valkeapää (1993–94), người được chọn trong số 45 ứng cử viên, và sau đó là Marika Saukkonen, với Hugo do Harri Hyttinen lồng tiếng và Skylla (Scylla) do Eija Ahvo lồng tiếng. Ngay cả sau khi chương trình kết thúc, nhân vật của Hugo vẫn tiếp tục xuất hiện là người dẫn chương trình giáo dục. Hàng hóa Hugo gốc của Phần Lan bao gồm một CD nhạc phát hành DJ Hugo với các bản nhạc dance năm 1993.

### Pháp
Phiên bản tiếng Pháp của chương trình có tên là Hugo Délire ("Hugo Madness"). Hugo Délire được chiếu trên kênh France3 và dẫn dắt bởi Karen Cheryl, với diễn viên Philippe Bruneau lồng tiếng cho Hugo, và được sản xuất bởi Tilt Productions của Jacques Antoine (sau này là Adventure Lines Productions). Chương trình thu hút trung bình 25.000 người tham gia mỗi buổi tối, con số có thể đã tăng lên 40.000 vào thời kỳ đỉnh cao của sự nổi tiếng khi nó thu hút tới 6 triệu người xem đồng thời. Chương trình đã đạt được vị thế sùng bái trong giới trẻ Pháp vào những năm 1990.

### Các nước nói tiếng Đức
Ở Đức, Áo và Thụy Sĩ (chương trình quan trọng nhất là ở Đức), Die Hugo-Show, ghi điểm với nhạc techno, sẽ thu hút tới 200.000 cuộc gọi điện thoại mỗi ngày vào thời kỳ cao điểm, đạt được 40% tỷ lệ người xem ở độ tuổi mục tiêu từ 3 đến 13 với lượng khán giả là 700.000 người ở Đức. Nó đã sử dụng một studio giống như thực tế ảo và xe tải "Hugomobile" để phát sóng trò chơi trực tiếp trên khắp đất nước trong phiên bản  Das Hugo-Mobil, trở thành một chương trình đình đám. Phiên bản tiếng Đức của Hugo đã đoạt giải Cáp Vàng năm 1995 cho "Chương trình dành cho trẻ em hay nhất". Một số khách mời là nhạc sĩ nổi tiếng thỉnh thoảng xuất hiện trong chương trình, bao gồm Masterboy. Những người thuyết trình bao gồm Minh-Khai Phan-Thi, Yvette Dankou, Tania Sanchliff và Judith Hildebrandt. Sonja Zietlow dẫn dắt cho chương trình spin-off Hugo & Hexana. Phiên bản của Đức có tổng cộng 861 tập, lúc đầu dài một giờ, sau đó là nửa giờ và cuối cùng chỉ dài 10 phút. Diễn viên lồng tiếng cho Hugo ban đầu là Michael Habeck, tiếp theo là Oliver Grimm, Oliver Baier và Sven Blümel, trong khi Karen Kernke lồng tiếng cho Hexana (tên tiếng Đức của Scylla). Vào tháng 12 năm 1996, Hugo-Show được thay thế bằng chương trình trên Kabel 1 có tựa đề Hugo im Hexana-Schloss. Lâu đài là một trường quay ảo có thể đại diện cho các phòng khác nhau, thay vì một nhóm người thuyết trình, chương trình chỉ được tổ chức bởi quỷ lùn ảo (đôi khi được mô tả ở Đức là kobold) Hugo và phiên bản live-action của mụ phù thủy độc ác Hexana, do Julia Haacke thủ vai. Chỉ được phát sóng vào các buổi sáng thứ Bảy thành nhiều tập, mỗi tập dài 10 phút giữa các loạt phim hoạt hình. Phần ngoại truyện Hexana được bắt nguồn từ chương trình này, được tài trợ bởi PlayStation với tựa đề phụ là Club PlayStation. Có một tạp chí Hugo của Đức và rất nhiều loại hàng hóa, bao gồm nhiều bản phát hành CD nhạc.

### Ireland
Ireland's Hiúdaí (the Irish name for Hugo) airing on TnaG won the Houses of the Oireachtas Channel awards "TV Presenter of the Year" in 2001 and "Personality of the Year" in 2004. Previously, Hiúdaí also surprised many when he won as the country's TV personality of the year in the Irish Film & Television Awards in 2000. The program was very different than the Danish original and most other versions.

### Israel
Chương trình Hugo của Israel (הוגו) bắt đầu là một chương trình dài 30 phút trên Arutz HaYeladim (kênh dành cho trẻ em) và nhanh chóng trở thành chương trình nổi tiếng nhất của kênh. Chương trình đã truyền cảm hứng cho một phần phụ kéo dài ba giờ, Hugo's World, vào năm 1996, trong đó trẻ em sử dụng bàn phím số lớn để nhập các chuyển động của nhân vật. Từ năm 1997 đến năm 2001, Hugo tham gia chiến dịch an toàn điện cho trẻ em của Tập đoàn Điện lực Israel và tổ chức một cuộc thi liên quan đến chiến dịch này vào năm 1997. Những người dẫn chương trình bao gồm Tal Berman. Ngoài nhiều mặt hàng địa phương khác nhau, chương trình còn được chuyển thể thành một bộ truyện tranh nhỏ và một chương trình sân khấu ca nhạc dành cho trẻ em.

### Ba Lan
Ở Ba Lan, chương trình Hugo chính và phần spin-off được phát sóng vào Chủ nhật (Thứ bảy sau đó), trong khi một phần spin-off khác được phát sóng từ Thứ hai đến Thứ sáu. Tất cả các chương trình này đều được chiếu trên kênh Polsat, ban đầu được quay trong trường quay dự báo thời tiết của chương trình tin tức Infomacje (tiền thân của Wydarzenia) trước khi được chuyển đến trường quay hộp xanh. Nội dung ban đầu được mô phỏng theo phiên bản tiếng Đức của chương trình, và sau đó được phát triển với sự hợp tác của Cenega phát hành trò chơi điện tử Hugo được bản địa hóa ở Ba Lan. Chương trình chính đã tạo ra hai phần spin-off: Hugo Family (lên sóng từ năm 2002 đến năm 2006), trong đó toàn bộ các gia đình cạnh tranh trong chương trình có các phần giải đố thay vì các phân cảnh hành động và không có phần kết cuối cùng, và Hugo Express (ra mắt năm 2003) phát sóng vào các ngày làm việc mà không có người dẫn chương trình và các kết thúc. Hugo là chương trình dành cho trẻ em phổ biến nhất ở Ba Lan trong nhiều năm, cùng với Hugomania cũng của Ba Lan kéo dài từ năm 2002 đến năm 2006. Trong khoảng thời gian này, một tập phát sóng sẽ được khoảng 2,5 triệu đến 3 triệu khán giả Ba Lan theo dõi vào thời điểm chương trình nổi tiếng nhất. Hugo ban đầu được dẫn dắt bởi Wojciech Asiński và Andrzej Krucz, sau đó (2005 đến 2009) được thay thế bởi Piotr Galus, trong khi Aleksandra Woźniak dẫn chương trình Hugo Family. Nhân vật Hugo ban đầu được lồng tiếng bởi Andrzej Niemirski và sau đó là Mariusz Czajka. Theo Niemirski, một tập phim có thể đã được 2,5 triệu hộ gia đình theo dõi. Tương tự như ở Đức, có một tạp chí dành cho trẻ em phát hành hàng tháng (sau này là hai tháng một lần) với tạp chí phụ về sách tô màu, bên cạnh nhiều loại hàng hóa được sản xuất tại địa phương như thực phẩm. Đã được xếp hạng là chương trình trên kênh Polsat cổ điển được nhớ đến nhiều thứ tư trong cuộc bình chọn kỷ niệm 30 năm thành lập kênh vào năm 2022.

### Bồ Đào Nha
Ở Bồ Đào Nha, những người dẫn chương trình bao gồm Alexandra Cruz, Fernando Martins, Pedro Mendonça, Pedro Pinto, Joana Seixas và Susana Bento Ramos, và các diễn viên lồng tiếng bao gồm Frederico Trancoso (Hugo), Graça Ferreira (Hugolina) và Mónica Garcez (Maldiva/Scylla). Hugo đoạt giải thưởng Troféu Nova Gente năm 1999. Chương trình đã kết thúc phát sóng ngay sau khi Emilío Rangel trở thành đạo diễn kênh RTP1, nhưng sau đó đã được lên sóng trở lại trên RTP2 dưới dạng chương trình hàng ngày Hora H - Hugo e os amigos vào năm 2000 và Hugo, o Regresso vào năm 2001.

### Nga
Позвоните Кузе là chương trình tương tác đầu tiên trong lịch sử truyền hình Nga, được chiếu trên kênh RTR-2 và dẫn dắt bởi Inna Gomes và Andrei Fedorov. Hugo được đổi tên thành Kuzya (Кузя), có thể theo tên Kuzya Domovoi (Домовёнок Кузя), anh hùng của loạt phim hoạt hình kinh điển của Liên Xô,  được lồng tiếng bởi Aleksander Lenkov và Dmitry Polonsky, trong khi Scylla được lồng tiếng bởi Aleksandra Ravenskih.

### Slovenia
Chương trình Hugo của Slovenia được dẫn dắt bởi Gregor Krajc (người sau này trở thành Ngoại trưởng Cộng hòa Slovenia) trên TV Slovenija Đã trở thành chương trình giải trí số 1 quốc gia vào năm 1996, đạt 38% tỷ lệ người xem trong nhóm nhân khẩu học mục tiêu.

### Tây Ban Nha
Ở Tây Ban Nha, một phần tư số người xem truyền hình đã theo dõi để xem Hugo như một phần của chương trình Telecupón trên Telecinco, một con số xem vẫn vượt trội kể từ năm 1994. Được dẫn dắt bởi Carmen Sevilla và Hugo đã được chuyển từ một quỷ lùn thành một kẻ ngang ngược. Sự thành công của chương trình ra mắt vào tháng 6 năm 1992 với tư cách là chương trình Hugo đầu tiên không phải của Đan Mạch, đã thúc đẩy việc bổ sung chương trình độc lập Hugolandia bắt đầu phát sóng ba tháng sau đó. Do Sebastian Junyent đạo diễn, Beatriz Rico, Luis Alberto Vazquez, Roma và Eva Morales dẫn chương trình. "Pepe Carabias" (José Carabias Lorenzo) lồng tiếng cho Hugo ở Tây Ban Nha.

### Thụy Điển
Trollet Hugo (Hugo the Troll) đã rất thành công đối với trẻ em Thụy Điển trong những năm 1990. Phiên bản trên kênh TV4 của chương trình đã trở thành chương trình dành cho trẻ em được đánh giá cao nhất mọi thời đại vào năm 1996. Dàn diễn viên lồng tiếng bao gồm Staffan Thomée lồng tiếng Hugo, Annika Sundberg lồng tiếng Hugolina và Katarina Ewerlöf lồng tiếng Skylla.

### Thổ Nhĩ Kỳ
Hugo đã trở thành chương trình dành cho trẻ em có thứ hạng cao nhất của Thổ Nhĩ Kỳ và đạt được 12% thị phần vào thời điểm nước này mới có các kênh truyền hình tư nhân. Chương trình này cực kỳ phổ biến, đặc biệt là vào đầu năm 1993 khi được hàng triệu trẻ em theo dõi, hàng nghìn đứa trong số đó sẽ cạnh tranh để đóng vai người gọi. Chương trình chủ yếu do Tolga Abi (Tolga Gariboğlu) dẫn dắt trong hơn một thập kỷ. Ngoài ra còn có một buổi biểu diễn sân khấu theo chủ đề Hugo và một bộ sưu tập hàng hóa được sản xuất tại địa phương. Trong phiên bản tiếng Thổ Nhĩ Kỳ, Scylla (Sila, được lồng tiếng bởi Eylem Şenkal) bắt cóc gia đình Hugo để thực hiện mong muốn có được vẻ đẹp vĩnh cửu bằng cách uống mồ hôi của họ khi làm việc cho đến chết, một mô típ không được đề cập trong các phiên bản khác. Một truyền thuyết đô thị thường được lặp đi lặp lại kể về một cậu bé hét lên những lời tục tĩu với cả Hugo và người dẫn chương trình Tolga khi thua trò chơi trước khi bị cắt, nhiều người khẳng định đã chứng kiến điều này được phát sóng trên truyền hình trực tiếp, mặc dù sự việc đó đã bị chính Tolga phủ nhận và không có hồ sơ nào về nó.

### Vương quốc Anh
Ở Anh, Hugo đã được phát trên What's Up Doc? và The Shiny Show, đạt tỷ lệ người xem lên tới 38% ở mùa sau.

### Hoa Kỳ
Hugo được biết đến với cái tên Tino trong một chương trình dài 6 phút thành công chạy trên kênh tiếng Tây Ban Nha Telemundo. Được dẫn dắt bởi Jessica Fox trong khi Hugo là một kẻ lừa đảo thay vì một quỷ lùn.

### Việt Nam
Tại Việt Nam, chương trình được phát sóng lần đầu tiên vào năm 2004 với tựa đề Vui cùng Hugo trên Đài Truyền hình Thành phố Hồ Chí Minh. Chương trình được dẫn dắt bởi Ngọc Linh và Thanh Thảo, với Hugo do Quách Hồ Ninh lồng tiếng. Kể từ tháng 12 năm 2005, phiên bản miền Bắc của chương trình đã được phát sóng trên Đài phát thanh truyền hình Hà Nội cùng với phiên bản HTV. Chương trình được gọi là Hugo và các bạn và được dẫn dắt bởi Hoàng Thùy Linh, Lê Đức Anh (Đức Anh Hugo), Nguyễn Thanh Vân (Thanh Vân Hugo) và Thu Hằng. Chương trình đã trở thành một trong những chương trình có đánh giá cao nhất tại Việt Nam vào năm 2008, nhận được trung bình 20.000 cuộc gọi mỗi tập và lúc cao điểm lên tới 500.000 mỗi tuần. Chương trình đã trở thành cái tên quen thuộc và được cả trẻ em và người lớn yêu thích. Hugo và các bạn đã chính thức nói lời chia tay khán giả sau 3 năm lên sóng vào năm 2008 do Đài phát thanh truyền hình Hà Nội hủy bỏ các trò chơi truyền hình đại chúng, với hầu hết các chương trình như vậy do đài thực hiện đều bị ngừng phát và thay thế bằng các trò chơi truyền hình của HTV và một số bộ phim.

## Phương tiện truyền thông và hàng hóa khác
Nhiều trò chơi điện tử khác nhau, bao gồm một loạt phim được chuyển thể trực tiếp từ chương trình những năm 1990, cũng như các phương tiện truyền thông và hàng hóa được cấp phép khác đã được sản xuất tại Đan Mạch để phân phối trên toàn thế giới. Cũng đã có hai nỗ lực chuyển thể loạt trò chơi thành phim hoạt hình, cùng nhiều diễn biến khác. Theo ước tính năm 2018 của cựu nhà sản xuất Hugo - Ivan Sølvason, đã có tổng cộng khoảng 6.500 sản phẩm Hugo khác nhau trên toàn thế giới.